# Кусково-Кмеце
Кусково-Кмеце (пол. Kuskowo Kmiece) — село в Польщі, у гміні Стшеґово Млавського повіту Мазовецького воєводства.
У 1975-1998 роках село належало до Цехановського воєводства.